# Schule als Staat
Schule als Staat (SaS, SalS oder SAS) ist ein Schulprojekt, bei dem die veranstaltende Schule für einen bestimmten Zeitraum in einen von Schülern und Lehrern bewohnten „Staat“ verwandelt wird.

## Ursprünge
Die Idee zum Schulprojekt mit dem Titel Schule als Staat durchzuführen ist Mitte der 1990er Jahre in Schleswig-Holstein entstanden.
Breitere Aufmerksamkeit hat sie ab 2002 im Rahmen der Aktion Demokratie lernen und leben der Bund-Länder-Kommission erlangt.
Michael Marker hat das Konzept im Rahmen einer Promotion wissenschaftlich evaluiert.

## Vorbereitung
Meistens – wenn auch nicht immer – wird eine demokratische Staatsform gewählt und in der Planungsphase von einem Kreis interessierter Schüler und gegebenenfalls auch Lehrer, dem Organisationsteam (Orga-Team bzw. OrgaTeam), erarbeitet. Die Schülerschaft gibt sich eine Verfassung, ein Wirtschaftssystem wird ausgearbeitet und schließlich werden Parteien gegründet, deren Mitglieder sich aus Schüler- und Lehrerschaft rekrutieren und die einen Wahlkampf um die Macht im neuen Parlament führen. Das Parlament erarbeitet bereits im Vorhinein Gesetze, die im fiktiven Staat gelten. Des Weiteren werden meist Betriebe gegründet, damit während der Projektwoche ein realistisches Wirtschaftssystem simuliert werden kann.

## Durchführung
Obwohl der Reiz der „Schule als Staat“-Idee gerade darin liegt, dass anders als im Schulalltag keine Vorgaben existieren, lassen sich einige häufige Gemeinsamkeiten der entstehenden Staaten feststellen.
- Der Staat gibt sich eine eigene Währung, die in seinem Innern zirkuliert, es entsteht ein ökonomischer Mikrokosmos. Die Schüler erleben Begriffe wie Geldkreislauf und Inflation, indem sie selbst Teil des entstandenen Wirtschaftssystems sind oder es erdacht haben.

- Während der staatlichen Öffnungszeiten sind Schüler und Lehrer gleichberechtigt. Sie unterliegen gleichermaßen den parlamentarisch verabschiedeten Gesetzen. Kommt es zu einer „Gerichtsverhandlung“, spielt der Schulalltag im Idealfall keine Rolle. Im Rahmen des Spiels können dabei auch Strafen verhängt werden.

- Besucher haben beim Betreten des Staates oftmals ein Visum („Eintrittskarte“) zu erstehen und sind so, neben Sponsoren und Spenden, eine wichtige Einnahmequelle für das Projekt.

- Eine weitere Einnahmequelle der Organisatoren ist der Geldumtausch von Euro in die projektinterne Währung.

Anders als im normalen Unterricht lernen die Schüler das sonst nur abstrakt vorhandene Gebilde eines Staatsmodells „von innen“ kennen. Es entwickelt sich ein – rudimentäres – Gespür und Verständnis für wirtschaftliche Zusammenhänge, für Entscheidungsprozesse und Informationsflüsse. Größter Unterschied gegenüber dem Frontalunterricht im Klassenzimmer ist die aktive Teilnahme am Staatsgeschehen – als Wähler, Abgeordneter, Betriebsinhaber etc. –, die die Schüler für die Zeit der Projekttage in eine mit Schule nur noch entfernt verwandte Erlebnissituation versetzt.
Besonders profitiert allerdings derjenige relativ kleine Kreis von Schülern, der mit der Erschaffung und Führung des Staates betraut ist. Es handelt sich dabei – je nach Engagement der Beteiligten – um eine Aufgabe, wie sie in ihrer um Dimensionen über das Maß gewohnter SV-Arbeit hinausreichenden Komplexität und auch Dauer im Schulalltag niemals vorkommen kann. Eine Verwaltungssoftware bzw. ein EDV-System kann die Organisation unterstützen.
Das Projekt erfordert eine breite Unterstützung von Seiten der Schülerschaft, der Lehrerschaft und der Schulleitung, um erfolgreich zu sein, und bleibt in der jeweiligen Schulgeschichte meist ein Einzelereignis.
Aufgrund seiner recht offenen Aufgabenstellung ist vom Modell des „Pflichtstaats“, in dem oft weniger die Schülerschaft als das Chaos regiert, bis hin zur Kür mit bis in die Klassenzimmer getragenen Grundsatzdiskussionen, interstaatlichen Allianzen, straffer und durchdachter Organisation und einem fünfstelligen Eurogewinn am Ende alles möglich.

## Rezeption
Viele der Veröffentlichungen zu den Schulprojekten sind voll des Lobes für das Konzept. So wird über die Initiative vieler Schüler berichtet, die nicht nach der Anwesenheitspflicht nachlässt, sondern erst endet, wenn die Aufgabe erledigt ist.
Einige Schüler sind außerhalb der Schulzeit über Monate hinweg mit der Vorbereitung des Projekts befasst und üben sich in konkreten Organisations-Aufgaben.
Die Lern-„Erfolge“ sind dabei sowohl für Schüler als auch deren Lehrer mitunter mit Frustrationen verbunden. So wird mitunter gelernt, dass sich bei Parlamentswahlen nicht zwangsläufig das durchdachtere Wahlprogramm durchsetzt, sondern derjenige, der mit den attraktiveren Wahlgeschenken punktet.
Oder es wird gelernt, dass keine Zeit für Kultur und Politik bleibt, weil die Buchhaltung noch gemacht werden muss.